# Feuerbacher Heide-Dickenberg
Das Gebiet Feuerbacher Heide-Dickenberg ist ein mit Verordnung vom 2. September 2002 des Regierungspräsidiums Stuttgart ausgewiesenes Naturschutzgebiet (NSG-Nummer 1.251) im Gebiet der Gemeinde Rutesheim (Gemarkung Perouse) im baden-württembergischen Landkreis Böblingen in Deutschland.

## Lage und Schutzzweck
Das 17,8 Hektar (ha) große Naturschutzgebiet liegt westlich von Perouse in Richtung Heimsheim an der Grenze zum Enzkreis und umfasst ganz oder teilweise die Gewanne Dickenberg, Ob dem Breiten Weg, Feuerbacher Heide und Premier Ordon. Es gehört zum Naturraum 122 Obere Gäue der naturräumlichen Haupteinheit 12 – Gäuplatten im Neckar- und Tauberland. Es ist Teil des FFH-Gebiets Nr. 7218-341 Calwer Heckengäu und wird von zwei Landschaftsschutzgebieten vollständig umgeben: Entlang der Autobahn zwischen Stuttgart u. Karlsruhe (Heimsheim, Friolzheim) (Nr. 2.36.023) und Landschaftsteile entlang der Autobahn: Heimsheim (Nr. 1.15.020).
Wesentlicher Schutzzweck ist die Erhaltung der typischen, besonders vielfältigen Heckengäulandschaft mit Heideflächen, artenreichen Wiesen und Äckern, Hecken, Obstbaumwiesen, Steinriegeln und Mischwäldern aus wissenschaftlichen, ökologischen, naturgeschichtlichen und kulturhistorischen Gründen. Das Gebiet besteht aus von Hecken gegliederten Heideflächen, aus extensiv genutzten Wiesen und Ackerland und aus lockerem Kiefernwald. Die Erhaltung der Heidelandschaft erfolgt durch Schafbeweidung.